# Dornier Do 317
O Dornier Do 317 foi um bombardeiro pesado alemão desenvolvido pela Dornier durante a Segunda Guerra Mundial.

## Desenvolvimento
Em Junho de 1940 a Dornier planeava na evolução do Do 217 que tivesse motores mais potentes, e assim começou a desenvolver o Do 317. Duas versões desta aeronave foram apresentadas ao RLM para o projecto "Bombardeiro B": um simples Do 317A com dois motores DB 603A e com armamento convencional defensivo, e um mais avançado Do 317B com dois motores DB 610A/B com asas mais longas, armamento defensivo mais avançado e capaz de carregar uma maior quantidade de bombas.
Seis protótipos do Do 317A foram encomendados à Dornier, e o primeiro deles, o Do 317 V1, começou os voos de teste no dia 8 de Setembro de 1943. O Do 317 V1 era muito similar ao Do 217 na aparência, porém tinha características diferentes. Contudo, os testes feitos não revelaram avanços significativos em relação ao Do 217, e então tomou-se a decisão de pegar nos outros 5 protótipos e converte-los em cinco Henschel Hs 293. Desta forma, foram todos re-designados Do 217R. Por esta altura, os planos com um possível Do 317B foram abandonados devido às condições impostas pela guerra.